# 緒方孝文
緒方 孝文（おがた たかふみ 1953年 - ）は、日本の英文学者である。駒沢女子大学教授（英文学）。

## 人物
1953年（昭和28年）、東京生まれ。青山学院大学大学院修士課程を修了後、米国シラキューズ大学大学院英文学科に留学した。

## 著作
英検 対策  （新星出版社
- （川口エレン） 『これで合格 英検 2 級 問題と解説』 1994年（1995年度版） ISBN 4405021066 / 1995年（1996年度版） ISBN 4405021163 / 1996年（1997年度版） ISBN 4405021341 / 1997年（1998年度版） ISBN 4405021627 / 1998年（1999年度版） ISBN 4405021759 / 1999年（2000年度版） ISBN 4405025657
- 『CD 付 これで合格 英検 2 級 問題と解説』 2000年（2001年度版） ISBN 4405026068 / 2001年（2002年度版） ISBN 4405026440 / 2002年（2003年度版） ISBN 4405026769 / 2003年（2004年度版） ISBN 4405030332
- 『英検 2 級合格！問題集』 2004年（最新2004年度試験対応版） ISBN 440503107X / 2005年（最新2005年度試験対応版） ISBN 440503169X / 2006年（最新2006年度試験対応版） ISBN 4405036438

辞典
- （緒方孝文） 『フェイバリット和英辞典 2 色刷』 （東京書籍、2001年） ISBN 4487395216
- （緒方孝文・牧野勤） 『アルファ・フェイバリット英和辞典 2 色刷』 （東京書籍、2003年） ISBN 448739516X
- （緒方孝文・牧野勤） 『フェイバリット英和辞典 2 色刷 (第 3 版)』 （東京書籍、2005年） ISBN 4487395151

英会話書
- 『学校英語からネイティブ英語へ』 （東京書籍、1998年） ISBN 4487757460

その他
- （豊沢聡） 『IT 英語のナゾ システム屋のおかしな常套句』 （カットシステム、2003年） ISBN 4877830790